# 帕提汉·苏古尔巴也夫
帕提汉·苏古尔巴也夫（1927年4月—1996年9月5日），男，哈萨克族，外蒙古科布多乌列盖人，中华人民共和国官员。

## 生平
1944年参加三区革命。1949年12月，任新疆省阿山行政督察专员公署专员。1950年1月，任新疆省阿勒泰地区行政公署专员。1950年8月，加入中国共产党。历任中共阿山专区常委、阿勒泰专署党组书记。
1954年11月22日，在伊宁市召开伊犁、塔城、阿勒泰三区各族各界人民代表会议，代行人民代表大会职权。选举出37人组成的伊犁哈萨克族自治区人民政府，帕提汉·苏古尔巴也夫当选为伊犁哈萨克族自治区人民政府第一任主席。11月27日举行群众大会，伊犁哈萨克自治区正式宣告成立。1955年2月，根据《中华人民共和国宪法》有关行政区域划分的规定，新疆省人民政府命令相当于行署级和专区级的自治区改为自治州。1955年11月12日，新疆维吾尔自治区人民委员会批示：伊犁哈萨克族自治区改称伊犁哈萨克自治州。帕提汉·苏古尔巴也夫继续担任伊犁哈萨克自治州州长。
1955年9月，帕提汉·苏古尔巴也夫当选为新疆维吾尔自治区副主席。他是第一届全国人民代表大会代表、第一届全国人民代表大会民族委员会委员，中共八大代表。
1996年9月5日，帕提汉·苏古尔巴也夫在乌鲁木齐逝世。